# ثوم كورولكوفي
ثوم كورولكوفي (الاسم العلمي: Allium korolkowii) هو نوع من النباتات يتبع جنس الثوم من فصيلة النرجسية.